# Bill Matthews
Pour les articles homonymes, voir Matthews.
William Matthews, dit Bill Matthews (né le 22 juillet 1947 à Grand Bank, Terre-Neuve-et-Labrador), est un homme politique canadien.

## Biographie
Bill Matthews est actuellement député à la Chambre des communes du Canada, représentant la circonscription terre-neuvienne-et-labradorienne de Random—Burin—St. George's sous la bannière du Parti libéral du Canada.
D'abord élu lors de l'élection de 1997 sous la bannière du Parti progressiste-conservateur, il a fait défection en 1999.